# Толмачёв, Виктор Егорович
Ви́ктор Его́рович Толмачёв (24 августа 1939, Москва — сентябрь 2017, Москва) — советский хоккеист, вратарь. Пятикратный чемпион СССР. Мастер спорта СССР.

## Биография
Родился 24 августа 1939 года в Москве. В 1953 году начал играть в хоккей в Москве в ДЮСШ «Метрострой», затем — в столичном «Локомотиве».
С 1958 по 1962 года выступал за СКВО/СКА (Калинин), после чего перешёл в ЦСКА, где играл вплоть до 1969 года. Чемпион СССР 1963, 1964, 1965, 1966, 1968. Серебряный призёр 1967,1969. В 1969—1974 годах играл за ХК «Химик» (Воскресенск), с которым завоевал бронзовые медали первенства СССР 1969/1970.
В 1966, 1967 и 1968 годах выигрывал Кубок страны. За сборную СССР Толмачёв провёл 10 официальных матчей. На его счету игры и за вторую сборную СССР.
Четырежды (1963, 1964, 1967, 1968) входил в список 33 и 34 лучших игроков страны.
23 сентября 2017 года тело Толмачёва с множественными ножевыми ранениями было обнаружено сотрудниками полиции в собственной квартире. По данным следствия, Толмачёв был убит и пролежал мёртвым от нескольких дней до месяца. По подозрению в убийстве была задержана дочь Толмачёва.

## Мнения коллег
О Толмачёве остались хорошие воспоминания. Это был хороший игрок, мастер. Неоднократный чемпион СССР, долгое время играл в составе ЦСКА. В коллективе он был уважаемым человеком. В той команде было сложно играть, она была чемпионской. Требования Тарасова были высокими, и он им соответствовал. Не совсем сложилась у него карьера в плане сборной. Сборная была сильная в то время, и он не совсем дотянулся до её уровня.— Александр Пашков

 Виктор всегда был порядочным человеком и прекрасным игроком.— Виталий Давыдов